# Tarrós, Baranya
Tarrós este un sat în districtul Hegyhát, județul Baranya, Ungaria, având o populație de 129 de locuitori (2011). 

## Demografie
Componența etnică a satului Tarrós
     Maghiari (92,97%)
     Romi (3,91%)
     Germani (3,13%)
Componența confesională a satului Tarrós
     Romano-catolici (70,54%)
     Fără religie (12,4%)
     Luterani (6,98%)
     Atei (2,33%)
     Necunoscută (7,75%)
Conform recensământului din 2011, satul Tarrós avea 129 de locuitori. Din punct de vedere etnic, majoritatea locuitorilor (92,97%) erau maghiari, existând și minorități de romi (3,91%) și germani (3,13%).  Din punct de vedere confesional, majoritatea locuitorilor (70,54%) erau romano-catolici, existând și minorități de persoane fără religie (12,4%), luterani (6,98%) și atei (2,33%). Pentru 7,75% din locuitori nu este cunoscută apartenența confesională.